# Moreiranula mamillata
Moreiranula mamillata is een hooiwagen uit de familie Gonyleptidae.